# Tempted But True
Tempted But True est un film muet américain réalisé par Otis Turner et sorti en 1912.

## Fiche technique
- Réalisation : Otis Turner
- Scénario : Otis Turner
- Production : Carl Laemmle
- Date de sortie :  États-Unis : 28 mars 1912

## Distribution
- King Baggot : John
- Vivian Prescott : Mary
- William E. Shay : l'employé de Mary
- William Welsh
- Julia Hurley
- Isaac Dillon